# Hermann Kauffmann
Hermann Kauffmann (Amburgo, 7 novembre 1808 – Amburgo, 24 maggio 1889) è stato un pittore e litografo tedesco, e uno dei principali rappresentanti della Hamburger Schule.

## Biografia
Hermann Kauffmann nacque ad Amburgo, figlio di un commerciante. Il suo primo maestro fu il pittore Gerdt Hardorff. Dal 1827-1833 studiò presso l'Accademia delle belle arti di Monaco di Baviera e successivamente in Germania, in Norvegia.
Kauffmann entrò nel Hamburger Künstlerverein nel 1832, guidato da Andreas Borum, ma tuttavia lo lasciò per studiare pittura paesaggistica. Tornò ad Amburgo nel 1833.
Le sue opere ritraggono quasi sempre paesaggi bavaresi. Ma inoltre vi sono anche dei dipinti che ritraggono paesaggi invernali, come ad esempio, Postwagen im Schneesturm, Schlittenbahn auf der Elbe, Fischerszene auf dem Eis.
Attualmente le opere, di Kauffmann, sono in mostra ad Amburgo presso la Hamburger Kunsthalle e nei musei di Darmstadt, Hannover e Lipsia, e la sua pittura del grande incendio di Amburgo si trova presso il Municipio di Amburgo.
Suo figlio Hugo Kauffmann era anche lui un pittore.

## Opere

### Litografie
- 1845: Am Soolbrunnen

### Pitture ad olio
- 1830 Hermann Kaufmann und Georg Haeselich in Kauffmanns Atelier in München
- 1887: Die Heimkehr der Fischer.

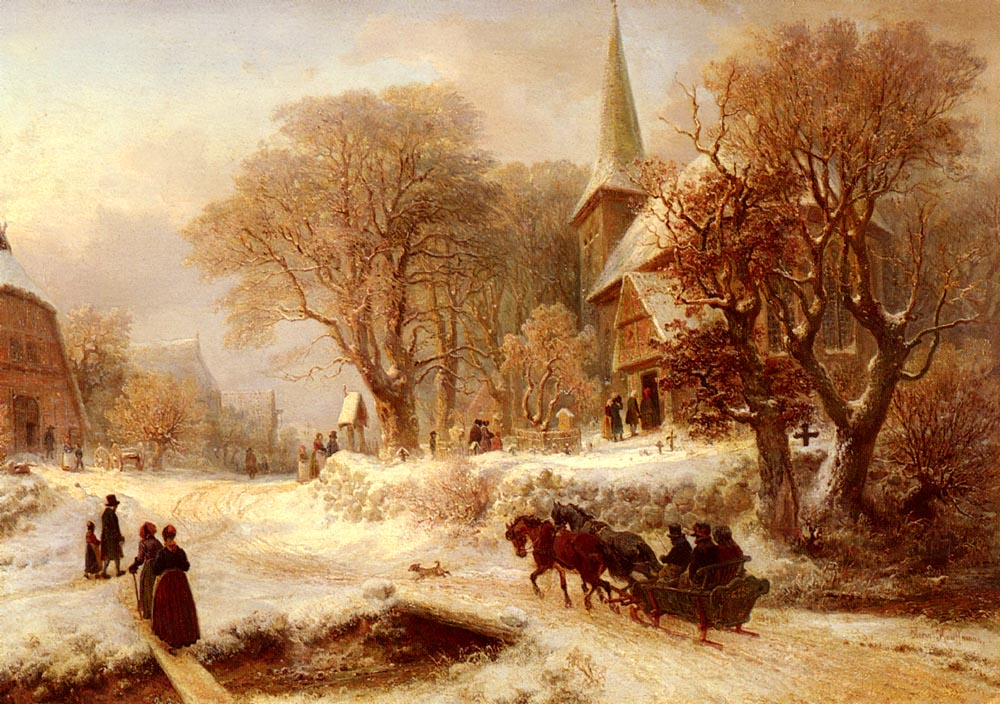
Die Hammer Kirche, una chiesa a Hamm, Amburgo
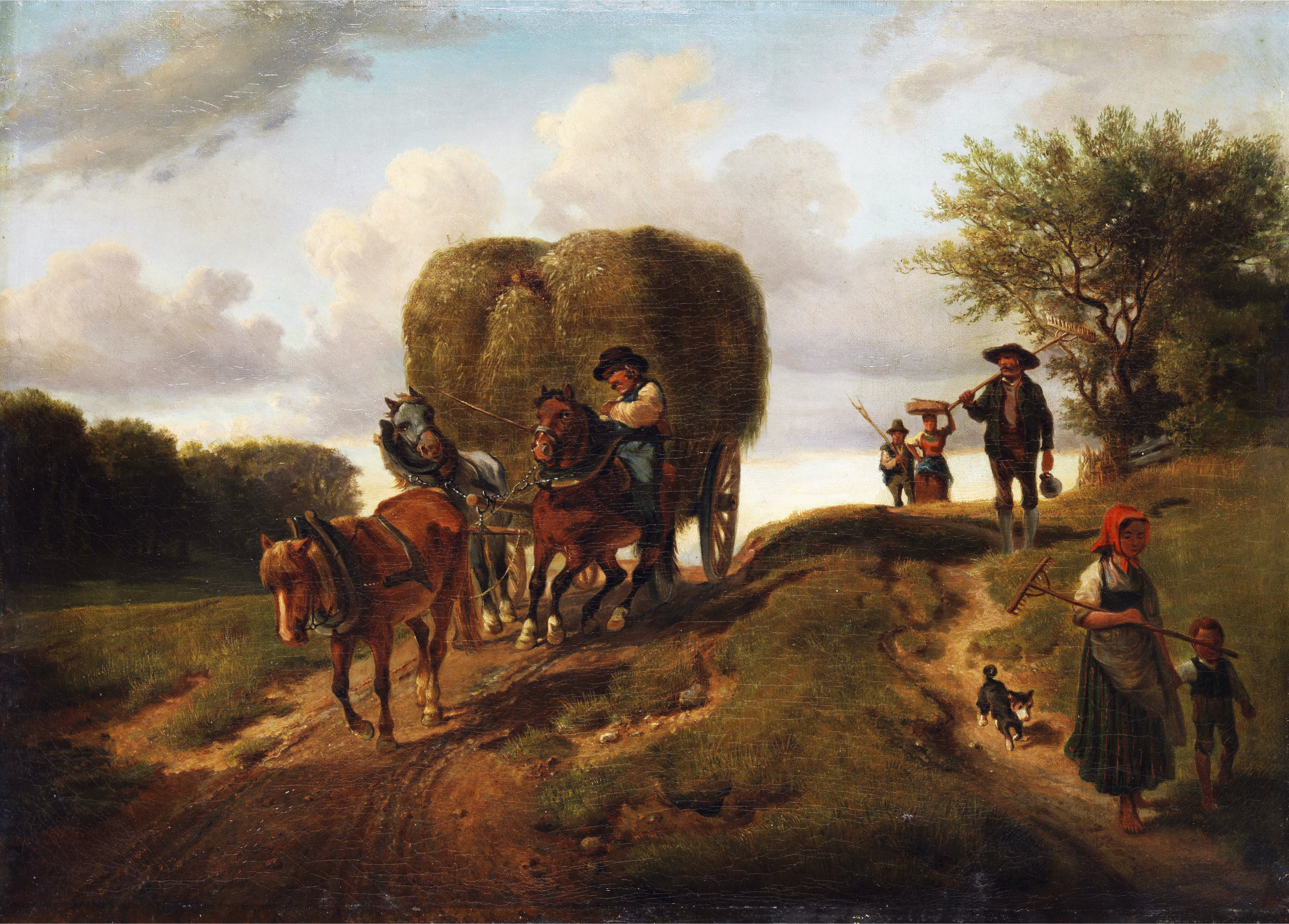
Die Heimkehr von der Heuernte
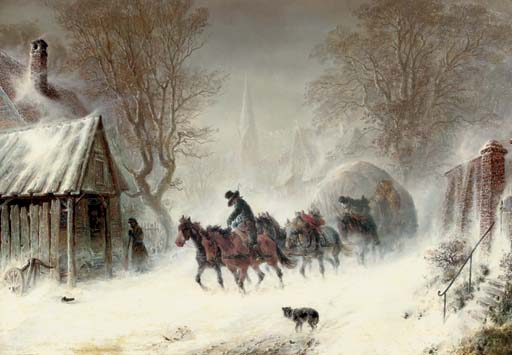
Enduring the snowstorm
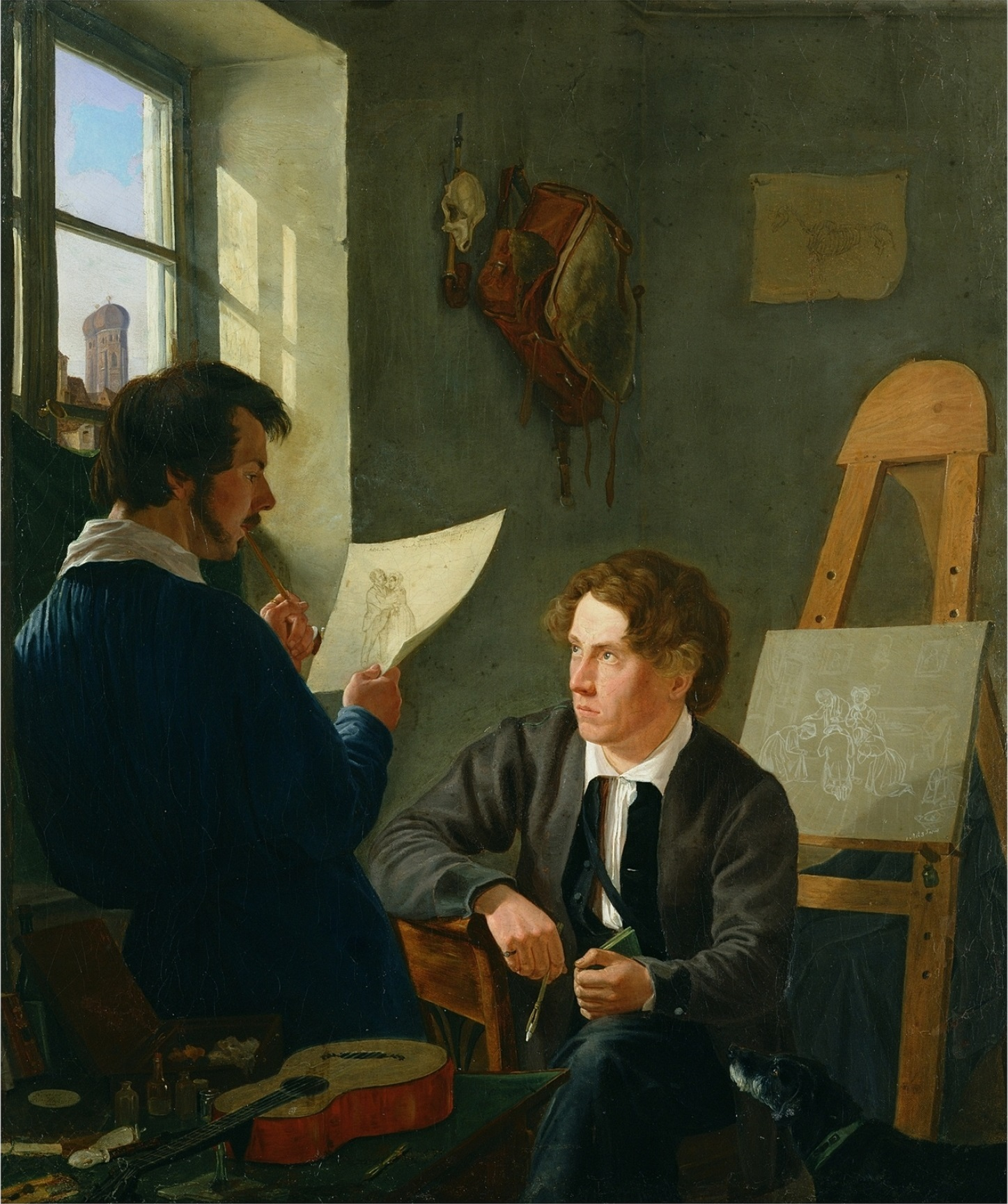
Hermann Kauffmann e Georg Haeselich nello studio di Kauffmann a Monaco di Baviera (1830)
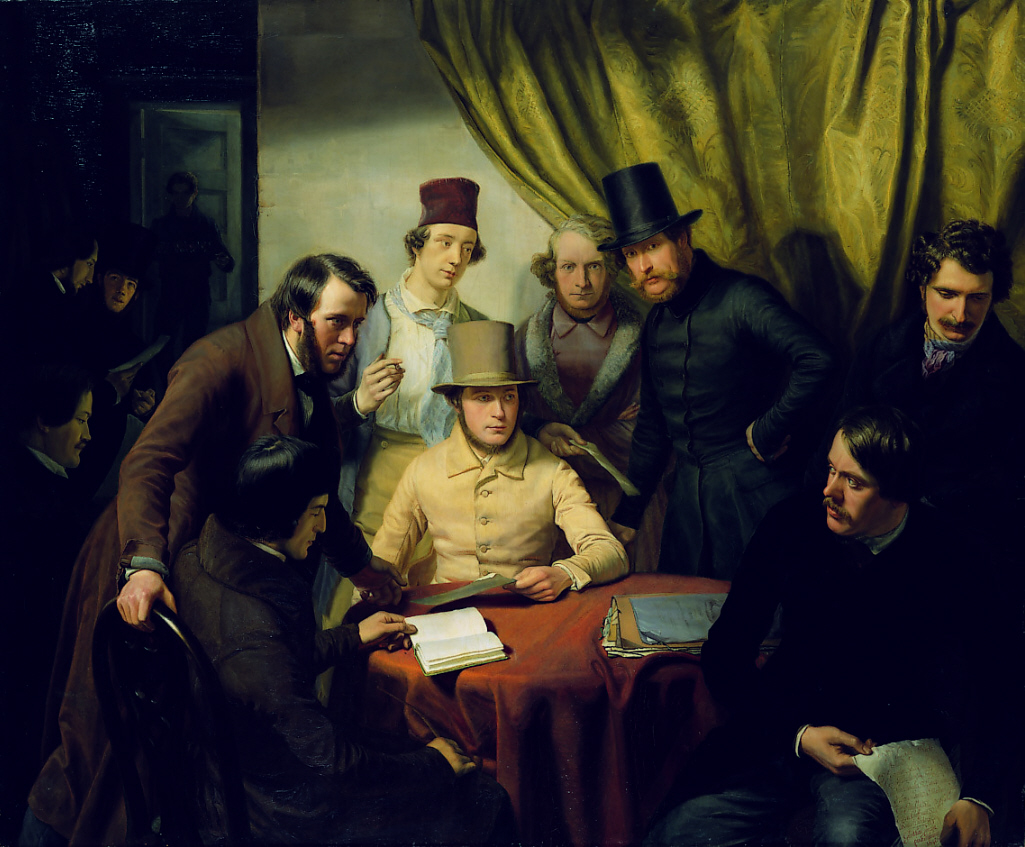
Günther Gensler, Die Mitglieder des Hamburger Künstlervereins (1840): Kauffmann in piedi, al centro, indossando il cappello
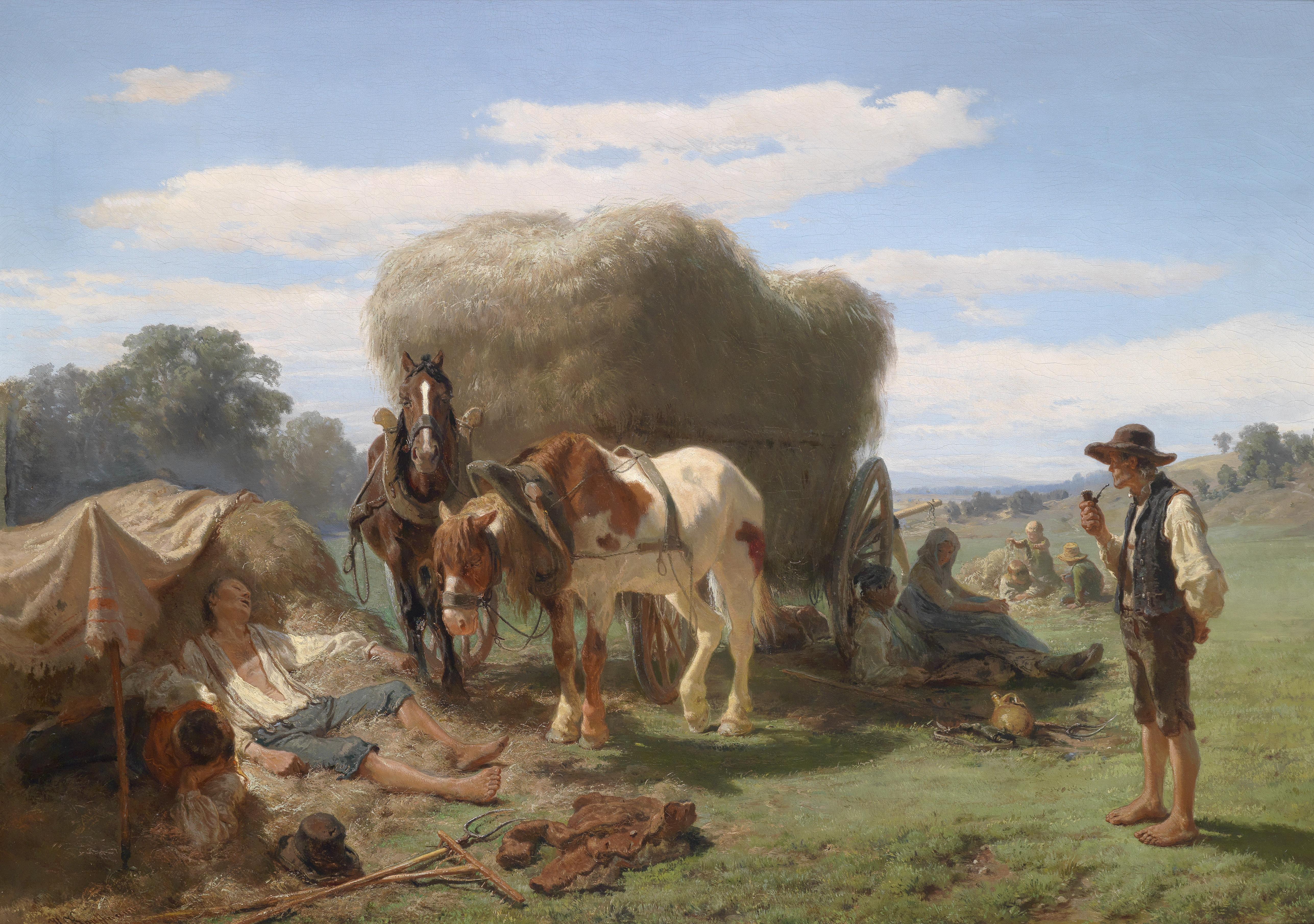
Rast bei der Ernte (1889)